# میانجی برنامه‌ریزی برنامه کاربردی ارسال پیام
میانجی برنامه‌ریزی برنامه کاربردی ارسال پیام (MAPI)یک معماری ارسال پیام است و یک مدل عینی سازنده مبتنی بر API برای ویندوز مایکروسافت می‌باشد. MAPI به نرم‌افزارهایی که از آن استفاده می‌کنند امکان می‌دهد تا پیام‌محور (ایمیل) یعنی آگاه به پیام‌ها یا قادر به ارسال پیام باشند. این کار از طریق فراخوان روال‌های زیرسیستم‌های سرورهای خاصی صورت می‌گیرد. با وجود اینکه MAPI طوری طراحی شده‌است که مستقل از پروتکل‌ها عمل کند، معمولاً به همراه MAPI/RPC استفاده می‌شود. این پروتکل در نرم‌افزار Microsoft Outlook برای ارتباط با Microsoft Exchange استفاده می‌شود.
Simple MAPI یک مجموعه متشکل از ۱۲ تابع است که برنامه‌نویسان را قادر می‌سازد تا توانایی اولیه ارسال پیام را به نرم‌افزارها اضافه کنند. MAPI توسعه یافته، امکان کنترل کامل سیستم ارسال پیام را در کامپیوتر مشتری (ارباب رجوع)، ایجاد و مدیریت پیام‌ها، مدیریت جعبه ایمیل مشتری، تأمین‌کنندگان سرویس، و غیره را فراهم می‌کند. MAPI ساده با ویندوز مایکروسافت به عنوان بخشی از Outlook Express/windows Mail، تحویل می‌شود، در حالی که MAPI کاملاً توسعه یافته همراه با محصولات Office Outlook و Exchange تحویل می‌شود.
علاوه بر MAPI توسعه یافته، میانجی ارباب رجوع، برنامه‌ریزی پیام‌ها می‌تواند به صورت غیرمستقیم از طریق میانجی ارباب رجوع Simple MAPI API، از طریق میانجی ارباب رجوع API رایج ارسال پیام‌ها (Common Messaging Calls) یا (CMC)، یا به واسطه میانجی کتابخانه CDO مبتنی بر هدف تهیه گردد. این سه روش برای استفاده و طرح‌ریزی به منظور ارسال پیام کمتر پیچیده، آسان‌تر و مناسب تر می‌باشند. (Simple MAPI و CMC از Exchange 2003 حذف شدند).
MAPI در اصل توسط شرکت مایکروسافت طراحی شد. این کمپانی تیم Ms Mail خود را در سال ۱۹۸۷ بنا نهاد، اما آن وجود نداشت تا اینکه نرم‌افزار کاربران یا Consumers Software را در سال ۱۹۹۱ برای دستیابی به Network Courier که تولید پیام بود، کسب کرد. آن مورد بازنگری قرار گرفت، و به عنوان MSPC Mail (یا مایکروسافت میل برای شبکه PC) فروخته شد. API مبنا برای MS PC Mail به صورت ورژن ۰ از MAPI (یا MIPL 0) شناخته شد. MAPI کارکردهایی تقریباً مبتنی بر استاندارد X.400 XAPIA را بکار می‌برد. MAPI شامل امکاناتی برای دسترسی به امکانات انتقال پیام، حافظه‌های پیام، و راهنماها می‌باشد.
محتویات
1. میانجی تأمین کنندة سرویس
2. جزئیات پروتکل MAPI/PRC
3. اجراهای منبع باز MAPI
4. رفرنس‌ها
5. لینک‌های بیرونی (رابط‌های بیرونی)

## میانجی تأمین کننده سرویس
میانجی Extended MAPI کامل برای میانجی کردن یا مرتبط کردن خدمات مبتنی بر ارسال پیام به برنامه‌های کاربردی مشتری همچون Outlook لازم می‌باشد؛ مثلاً چندین فروشنده کالای سرور ایمیل غیر مایکروسافتی، تأمین کنندگان سرویس MAPI، را ابداع کردند که اجازه می‌دهد تولیدات آن‌ها از طریق outlook (دورنما) در دسترس قرار گیرد. نمونه‌های قابل توجه شامل Axigen Mail Server, Kerio Connect, Scalix, Zimbra, HP OpenMail, IBM Lotus Notes, Zarafa, Bynari می‌باشند.
MAPI نیز یک میانجی تأمین کنندة سرویس دستگاه‌ها را داشت. مایکروسافت، آن را برای مرتبط کردن MS Mail به یک سیستم پستی مبتنی بر Xenix، برای کاربرد داخلی، بکار برد.
MAPI Extended (بسط یافته) روش اصلی دسترسی به داده‌های ایمیل می‌باشد که بواسطه outlook، برای مرتبط شدن (دارای وجه مشترک شدن) با Microsoft Exchange، از طریق تأمین‌کننده سرویس MAPI بکار رفت.

## جزئیات پروتکل MAPI/RPC
مایکروسافت جزئیات کامل پروتکل MAPI/RPC را منتشر کرد. پروتکل MAPI، یک عنوان اصطلاحی (محاوره ای) برای MAPI/RPC می‌باشد. مایکروسافت همیشه آن را Exchange RPC و Outlook- Exchange Transport Protocol نامید.

## اجراهای منبع باز MAPI
تا سال‌های اخیر، اجراهای منبع باز open source از MAPI کمیاب شده‌اند. اما حداقل سه پروژه منبع باز وجود دارد که بر اجرای پروتکل MAPI در کتابخانه‌های نرم‌افزار منبع باز آزاد (FOSS) برای استفاده در دیگر برنامه‌های کاربردی منبع باز کار می‌کنند. این لیست پروژه Open MAPI Zarafa,s MAPI4Linux می‌باشد که در دیگر پروژه فرعی open change مورد بهره‌برداری قرار می‌گیرد که Evlution MAPI (MAPI تکاملی) نامیده می‌شود.
Evolution – MAPI یک تأمین کننده رابط است که می‌تواند در منبع باز مشتری گروه افزار تکاملی (Evolution groupware) نصب شود.